# Шклярска Поремба
Шкля̀рска Порѐмба или Шкларска Поремба (на полски: Szklarska Poręba; на немски: Schreiberhau) е град в Югозападна Полша, Долносилезко войводство, Йеленогорски окръг. Административно е обособен в самостоятелсна градска община с площ 75,44 км2.

## История
През септември 1947 г. в града се провежда конференция на осем комунистически партия, на която се взема решение за създаване на Коминформбюро.

## Население
Според данни от полската Централна статистическа служба, към 31 декември 2014 г. населението на града възлиза на 6 829 души. Гъстотата е 91 души/км2.